# AS Водолея
AS Водолея (лат. AS Aquarii) — одиночная переменная звезда в созвездии Водолея на расстоянии приблизительно 22440 световых лет (около 6880 парсеков) от Солнца. Видимая звёздная величина звезды — от +15,6m до +14,2m.

## Характеристики
AS Водолея — жёлто-белая пульсирующая переменная звезда типа RR Лиры (RRAB) спектрального класса F. Эффективная температура — около 6643 К.